# Parc des Braves
Pour la série télévisée, voir Le Parc des braves.
Le parc des Braves est l'une des constituantes, avec, notamment, celui des plaines d'Abraham, du parc national canadien des Champs-de-Bataille, à Québec.
D'une superficie de six hectares, le parc est le lieu où se déroula, le 28 avril 1760, la bataille de Sainte-Foy durant la guerre de Sept Ans. On peut y voir un monument aux combattants des deux armées, une terrasse, une plaque commémorative et des panneaux d'interprétation.

## Monument des Braves

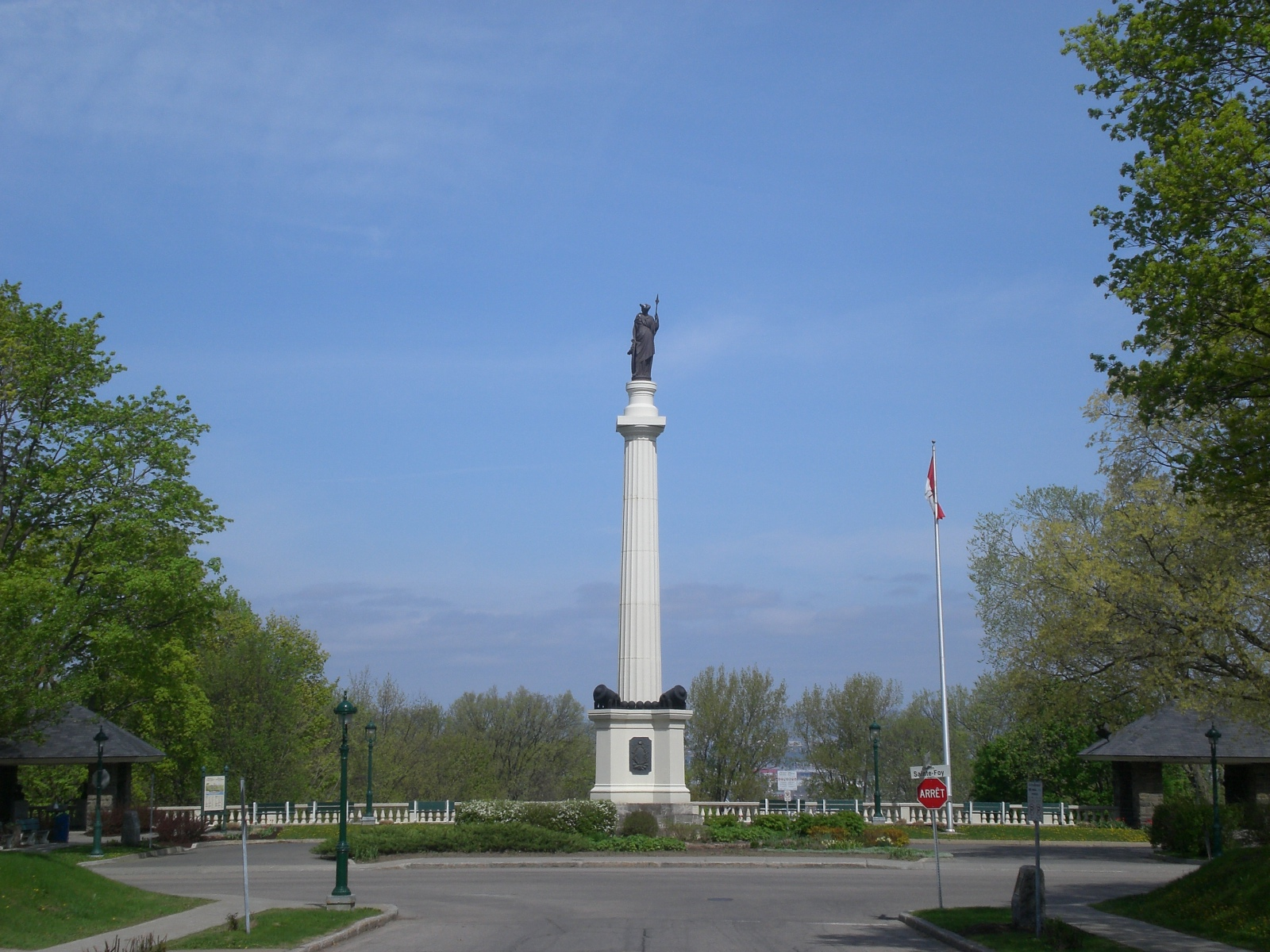
Monument des Braves

Le monument, conçu par l'architecte Charles Baillargé, est érigé à la mémoire de François Gaston de Lévis et de ses soldats français, canadiens et amérindiens, et de James Murray et de ses soldats britanniques ; les deux forces s'affrontèrent en 1760 à Sainte-Foy. Le socle du monument contient les ossements de soldats morts lors de la bataille de Sainte-Foy et des papiers.
En 1855 les ossements furent enterrés là où le monument devait être construit. Joseph Légaré dessina le char funéraire et en surveilla l’exécution. La pose de la pierre angulaire eut lieu le 18 juillet 1855 ; dans son discours, P.J.O. Chauveau déclara que la gloire des braves de la bataille de 1760 avait été égalée par celle des combattants de Châteauguay (octobre 1813) et de Lacolle (1814).
L'érection du monument débuta en 1860, pour marquer le centenaire de la bataille, mais l’œuvre ne fut inaugurée que le 19 octobre 1863.
Le monument est construit sur le terrain du moulin Dumont, siège d'intenses combats durant la bataille. En 2010 et 2011, le site du moulin a lui-même fait l'objet de fouilles archéologiques.